# Jianhua
Jianhua (chinesisch 建華區 / 建华区, Pinyin Jiànhuá Qū) ist ein Stadtbezirk der bezirksfreien Stadt Qiqihar in der nordostchinesischen Provinz Heilongjiang. Er hat seit dem 1. April 2013 eine Fläche von 759,2 km² (bis dahin 81 km²) und zählt ca. 276.000 Einwohner (April 2013). Die Großgemeinde Taha hatte bis zum 31. März 2013 zum Kreis Fuyu gehört und wurde zum 1. April 2013 Jianhua eingegliedert.

## Administrative Gliederung
Auf Gemeindeebene setzt sich Jianhua aus fünf Straßenvierteln, einer Großgemeinde und fünf weiteren Verwaltungseinheiten auf Dorfebene (einer Einwohnergemeinschaft und vier Dörfern), die direkt, d. h. ohne Gemeindezugehörigkeit, dem Stadtbezirk unterstellt sind, zusammen. Diese sind:
- auf Gemeindeebene:
  - Straßenviertel Bukui (卜奎街道), Sitz der Stadtbezirksregierung;
  - Straßenviertel Jianshe (建设街道);
  - Straßenviertel Wenhua (文化街道);
  - Straßenviertel Xidaqiao (西大桥街道);
  - Straßenviertel Zhonghua (中华街道);
  - Großgemeinde Taha (塔哈镇);

- auf Dorfebene direkt dem Stadtbezirk unterstellt:
  - Einwohnergemeinschaft Liming (黎明社区);
  - Dorf Guangming (光明村);
  - Dorf Liming (黎明村);
  - Dorf Shuguang (曙光村);
  - Dorf Xingguang (星光村).